# Burzum
Burzum är ett norskt black metal-band som startades 1988 (första demon kom 1991) av Varg Vikernes (född Kristian Vikernes) under pseudonymen Count Grishnackh. Bandet var ett enmansprojekt, där Vikernes stod för sången och samtliga musikinstrument. På EP:n Aske spelade dock Samoth från Emperor basgitarr. Namnet "Burzum" är ett ord hämtat från ring-versen (på det så kallade svartspråket) i J.R.R. Tolkiens Ringarnas herre och betyder Mörker.
Burzum upphörde att existera år 2000, men projektet återupptogs 2009, när han avtjänat fängelsestraffet för kyrkbränderna på tre norska kyrkor i Oslo, Bergen och Vindafjord, försöket till att bränna en kyrka i Bergen, vållandet till annans död på en brandman och för knivdråp på Øystein Aarseth, även känd som Euronymous, gitarrist i Mayhem (Vikernes var vid detta tillfälle basist i detta band och höll på med sitt enmansprojekt, Burzum).
Burzum spelade till en början så kallad old school "raw war" black metal, vilket innebär att musiken präglas av mer eller mindre otydbar vrålande sång, tungt, malande gitarrspel samt tordönsliknande trummor. Vikernes beskriver Burzums musik som tämligen monoton och melankolisk. När Vikernes sedan befann sig i fängelse för dråpet på Euronymous hade han inte längre tillgång till gitarr och kunde inte fortsätta med musik på ett sådant sätt han brukade. Han släppte två skivor från fängelset där musiken övergick till en form av keyboardbaserad ambientmusik som handlade uteslutande om nordisk mytologi.
Burzum har anklagats för att spela nazistisk musik, så kallad National Socialist Black Metal, men Vikernes dementerar detta. Vikernes säger att hans nazistiska uttalanden och medlemskap i 
Hvit Arisk Motstand (den norska motsvarigheten till Vitt Ariskt Motstånd), Cymophane och Norsk Hedensk Front mest var på grund av okunskap. Dock tar han inget som helst avstånd från sin rasnationella världsåskådning. 
Varg Vikernes/Burzum släppte studioalbumet Belus 8 mars 2010 och Fallen året därpå.  
I en video upplagd på Vikernes Youtube kanal i 2018 så berättade han att Burzum var slut och sa ”hej då” till projektet.

## Medlemmar
Senaste medlemmar
- Count Grishnackh (Varg Vikernes) – sång, gitarr, basgitarr, trummor, synthesizer, låttexter (1991–2018)

Gästartister
- Euronymous (Øystein Aarseth) – gitarrsolo på "War", gong på "Dungeons of Darkness"
- Tomas Haugen – basgitarr på Aske (1992)

## Diskografi
Demo
- 1991 – Demo I
- 1991 – Demo II
- 1992 – Burzum

Studioalbum
- 1992 – Burzum
- 1993 – Det som engang var
- 1994 – Hvis lyset tar oss
- 1995 – Burzum (nyutgåva)
- 1996 – Filosofem
- 1997 – Dauði Baldrs
- 1999 – Hliðskjálf
- 2010 – Belus
- 2011 – Fallen
- 2011 – From the Depths of Darkness
- 2012 – Umskiptar
- 2013 – Sôl austan, Mâni vestan
- 2014 – The Ways of Yore
- 2020 – Thulean Mysteries

EP
- 1993 – Aske

Singlar
- 2015 – "Mythic Dawn"
- 2015 – "Forgotten Realms"
- 2015 – "Thulean Mysteries"

Samlingsalbum
- 1995 – Burzum/Aske
- 1998 – 1992-1997 (6x12" vinyl box)
- 2002 – Anthology
- 2005 – Draugen - Rarities
- 2008 – Anthology
- 2018 – XIII (12xCD Box)
- 2019 – In the Arms of Darkness (15xCD Box)